# Yves Bouthillier
Yves Bouthillier (ur. 26 lutego 1901 w Saint-Martin-de-Ré, zm. 4 stycznia 1977 w Paryżu) – francuski polityk, minister finansów w latach 1940-1942. Jego rodzicami byli kupiec Louis Bouthillier oraz Mathilde Bouju. Ukończył studia na École centrale Paris. Poślubił Germaine Bouju 3 sierpnia 1922, mieli córkę Françoise.